# トーチ作戦

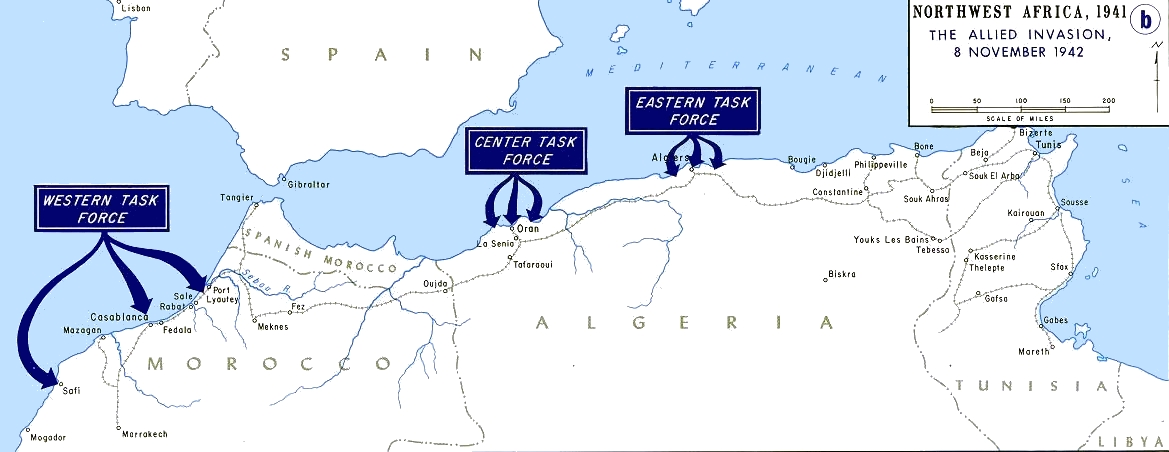
トーチ作戦の上陸計画

トーチ作戦（トーチさくせん、Operation Torch）は、1942年11月8日より行われた、連合国軍によるモロッコとアルジェリアへの上陸作戦である。この作戦は当初は「Gymnast（ジムナスト、体育家）」と呼ばれていたが、後に「Torch（トーチ、たいまつ）」となった。

## 経過

### 計画
1941年6月の独ソ戦開始以来、イギリス・アメリカはソ連へ援助をし続けていた。しかし、スターリンからは、ヨーロッパで第二戦線を展開することを要求されていた。第二戦線が形成されれば、ドイツ軍がそちらへ兵力を回し、その結果として、ソ連への圧力が減るからである。しかし、当時のイギリスは、兵力や船舶などの不足からそれができないでいた。それでも反攻案は既に考えられていて、北アフリカ上陸の「Gymnast（体育家）」、ノルウェー上陸の「Jupiter（木星）」、北フランス上陸の「Round-up（駆り立て）」、ブレストかシェルブールへの（本格的反攻ではない）限定的上陸である「Sledgehammer（大鎚）」が検討されていた。
1942年7月、英米首脳による打ち合わせの結果、この中の「Gymnast」が最初に実施すべき作戦と決定され、名称も「Torch」と変更された。

### 上陸
連合軍上陸部隊はイギリスやアメリカから直接北アフリカに向かい、西方任務部隊・中央任務部隊・東方任務部隊の3つに分かれ、それぞれカサブランカ、オラン、アルジェの港湾を目標とした。この3つの上陸部隊は、それぞれアメリカ軍のみの部隊、またはアメリカ軍指揮下のイギリス軍部隊で編制されていた。これはヴィシー・フランス軍の反英感情を刺激しない為だった（カタパルト作戦の事もあるのでイギリス兵に発砲する可能性があるが、それのないアメリカ兵には発砲しないだろうと読んでいた）。上陸完了後にはアンダーソン将軍のイギリス第1軍に上陸軍全部隊が配属された。
このうちジョージ・パットン将軍指揮する西方任務部隊はアメリカ第3歩兵師団・第9歩兵師団により編制された。第3歩兵師団は中央のフェダーラ地区へ、第9歩兵師団は2つに分かれ、第60歩兵連隊は北方のラバット地区へ、第47歩兵連隊は南方のサフィ地区へそれぞれ上陸した。また、それぞれの地区への上陸支援は第2機甲師団の一部部隊から成る機甲戦闘団が担当した。この西方任務部隊の合計戦力は35,000人である。
一方、オラン地区を目指すロイド・フレデンドール（Lloyd Ralston Fredendall）少将の第1歩兵師団と第1機甲師団からなる中央任務部隊は39,000人の戦力を擁した。アルジェを目指すアメリカ軍のライダー少将率いる東方任務部隊はイギリス軍を中心とし、33,000人を擁した。
フランス領アフリカには20万人のヴィシー・フランス軍がいた。上陸部隊はすべて11月8日に上陸した。アンリ・ジロー大将（Henri Giraud）が現地のヴィシー・フランス軍と交渉に失敗して小規模な戦闘が行われた。カサブランカでは、戦艦「マサチューセッツ」などからなるアメリカ艦隊が、港内のフランス戦艦「ジャン・バール」や出撃してきたフランス艦隊と交戦した（カサブランカ沖海戦）。また、ヴィシー・フランス空軍の大半は空襲によって地上で撃破されたが、わずかな残存機は抵抗を続けた。アルジェではたまたま現地に居合わせたヴィシー・フランス軍総司令フランソワ・ダルラン元帥（François Darlan）が連合軍との停戦交渉をまとめ上げその日のうちに、北アフリカ全域では11日までに戦闘は終結した。

### 奇襲作戦
英米軍部隊は、枢軸国軍よりも先にチュニジアを確保しようと、まずアルジェのイギリス軍が11月13日に進撃を開始、数日後には前方に前進拠点を築くべく、イギリス軍2個大隊、アメリカ軍1個大隊の空挺部隊を降下させ、山岳の進撃路と飛行場の確保を命じた。これに対し枢軸国軍は、わずかな降下猟兵をチュニジアに空輸し、イギリス軍の先遣隊を撃破した。少数のイタリア軍の増援を受け、2回の反撃で連合軍の進撃を頓挫させた。増援として送られたアメリカ第1機甲師団もドイツ軍によって瞬時に後退を余儀なくされた。

### 攻防

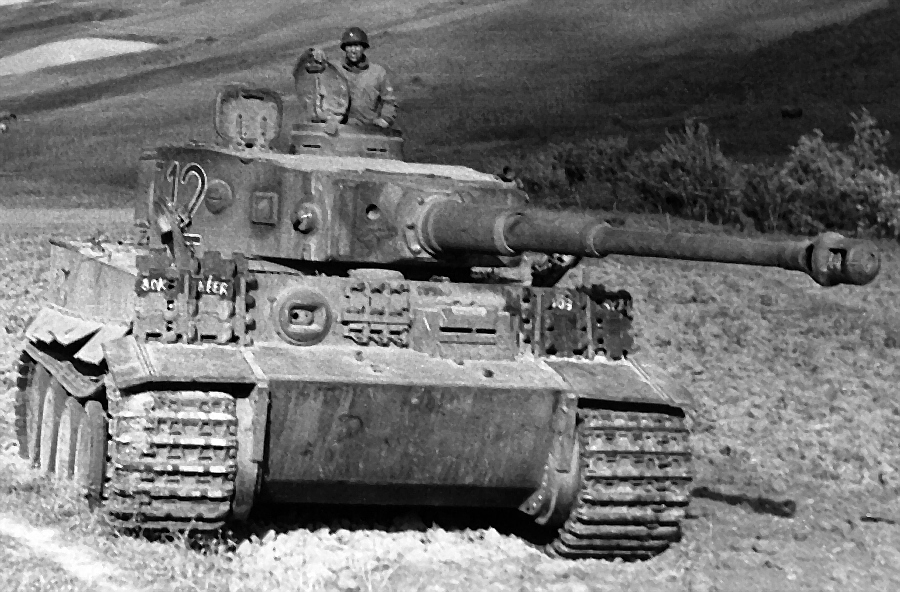
チュニスに進出したドイツ軍戦車ティーガー。

枢軸国側では、リビアから撤退してきたエルヴィン・ロンメル司令官の部隊と、新たにチュニジアで編成されたハンス＝ユルゲン・フォン・アルニム上級大将率いるドイツ第5装甲軍で、チュニジアでの持久をはかることになった。マレト・ラインとチュニジア北部への連絡路の脅威となっていたアメリカ第2軍団を除去するために、ドイツ軍の攻勢（春風作戦）は、1943年2月14日に、ファイド峠から開始された。数では圧倒的に勝っていた連合軍だが、熟練度と戦車装備にまさるドイツ軍の巧みな戦術によって、この戦いを含む1ヶ月間に183両の戦車、194両のハーフトラック、122両の自走砲、86門の牽引砲、500両を超えるトラックとジープを失う戦術的敗退を被ることとなった（カセリーヌ峠の戦い）
この大損害に衝撃を受けた連合国側では、後のハスキー作戦のためにモロッコで準備をしていたアメリカ第2機甲師団から戦車を、その他車両は同師団とアメリカ第3歩兵師団から抽出し、司令官を更迭するなどして、第2軍団は再建された。一方、ドイツ軍は独ヘルマン・ゲーリング師団の一部と、伊ラ・スペツィア歩兵師団からの増援を受ける。
3月3日、バーナード・モントゴメリー率いるイギリス第8軍は、マレト・ラインを迂回して枢軸国軍の背後への攻撃を開始。知らせを受けた独アフリカ装甲軍はこれを攻撃。パットンはさらにその後ろからイギリス軍部隊を支援した。枢軸国軍は挟み撃ちにされる状態となり、マレト・ラインを放棄し、後退していった。
4月、さらに連合軍は枢軸国軍を追いつめようとするが、またしてもドイツ軍の巧みな防御戦と険しい地形によってなかなか進撃できないでいた。そこで連合軍は、枢軸国軍の補給線への攻撃を開始した。シチリアからチュニジアへの補給線を大量の航空戦力で攻撃することによって、枢軸国側に多大なダメージを与えることに成功した。
5月7日に連合軍がチュニジア北部の港湾のビゼルトとチュニスを占拠したことで、同月13日に北アフリカの枢軸国軍は降伏した。

## その後
北アフリカの陥落によって地中海のほぼ全域が連合軍の制空権下となり、イタリア南部が連合軍の進出対象の圏内に入った。これらはハスキー作戦へと発展していった。
想定外に早い連合軍とダルラン元帥の講和にヒトラーはヴィシー政権の連合軍への内通を疑い、フランス全土をドイツの直接占領下に置くアントン作戦を発動した。これにより進退窮まった南仏トゥーロンのフランス海軍は、接収に来たドイツ軍戦車部隊の目前で艦隊ごと自沈した。
北アフリカではアメリカとイギリスの後押しで一時ダルラン元帥が総督となった。しかし、12月にダルラン元帥が暗殺されると代わりにジロー大将が選ばれた。シャルル・ド・ゴール准将はシリアやダカール（ダカール沖海戦）での失敗から起用されることはなかった。その後、ジロー大将はド・ゴール准将による政治的な圧迫のために彼との二頭体制への移行を余儀なくされ、そしてさらに圧迫されて解任され、失脚した。